# Murallas de Sevilla

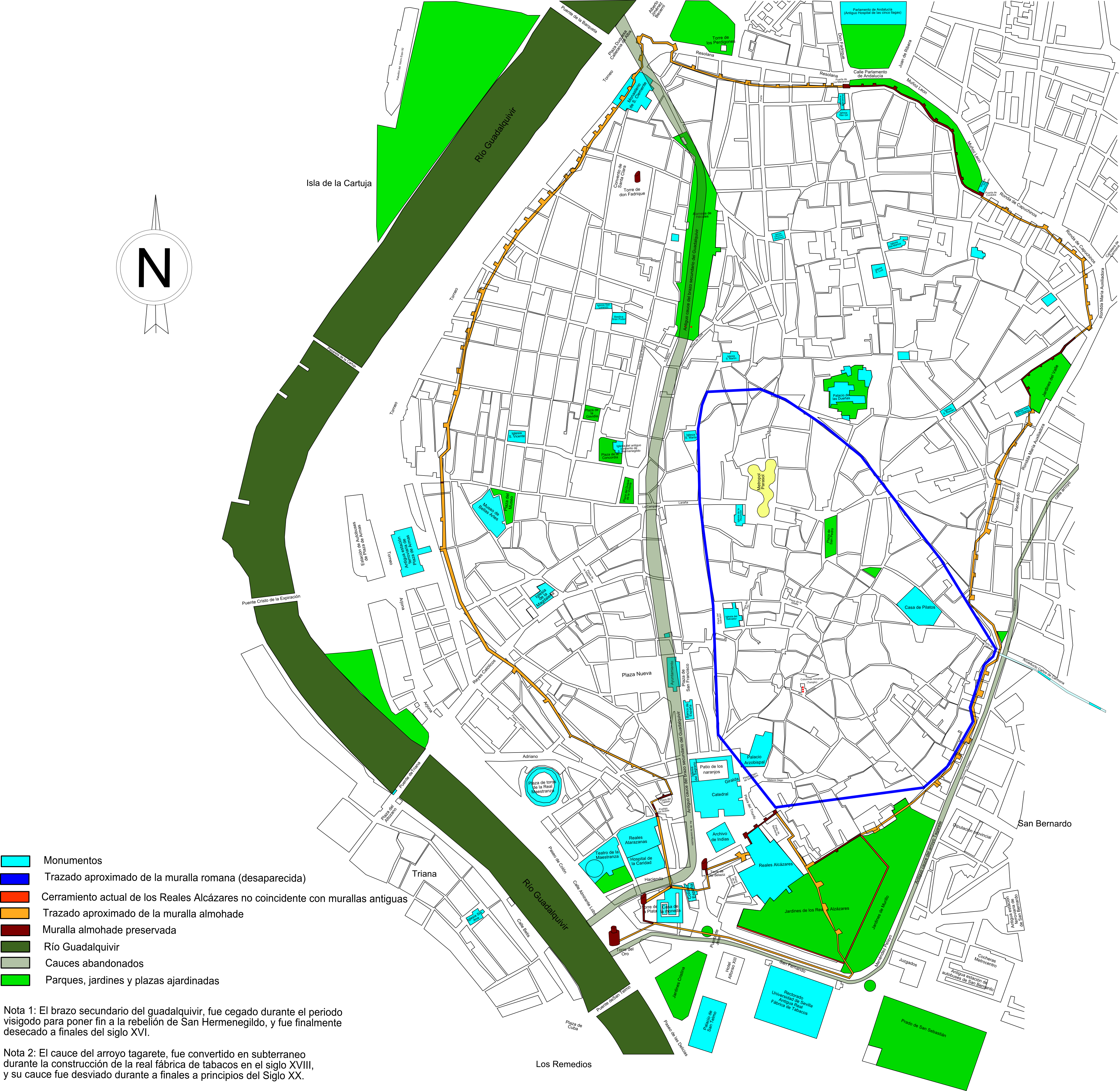
Plano del recorrido que seguían las murallas de Sevilla en el, dibujadas sobre el actual callejero del casco antiguo, en el que se incluye el trazado de las primitivas murallas romanas, así como los tramos que se conservan y otros datos de interés

Las murallas de Sevilla fueron unas cercas militares que rodeaban el casco antiguo de la ciudad de Sevilla. A lo largo de la historia, Sevilla ha tenido varios recintos amurallados, según fue creciendo, las referencias más antiguas de la existencia de murallas aparecen en el periodo romano.
Se conoce la existencia de un primer recinto de origen romano del que no subsisten vestigios visibles, que englobarían el cuadrante sur-oriental del actual casco histórico (zona desde Puerta Jerez hasta San Martín, Encarnación, Puerta Osario, Puerta de la Carne y Alcázar). Los únicos restos detectados corresponden a hallazgos fortuitos en el subsuelo de la ciudad, siendo estos datos, junto con la observación de la topografía urbana actual los que han permitido trazar un recorrido hipotético de la primera muralla de Hispalis.[cita requerida]
Las murallas que actualmente se conservan pertenecen al último sistema defensivo realizado en el siglo XII, principalmente por los almohades; no queda nada de la muralla romana, solo material reutilizado en época califal o taifa principalmente, que además no iría por el mismo espacio que la actual ya que la ciudad era mucho más pequeña.
Las murallas subsistieron hasta el siglo XIX cuando fueron parcialmente derribadas y de la que se conservan en la actualidad algunos paños en el barrio de la Macarena, Jardines del Valle, Jardines de Murillo, el entorno del Alcázar, medianera de casa en la zona del Arenal, principalmente.
Existieron hasta dieciocho puertas y postigos de acceso, de las cuales permanecen únicamente cuatro: la puerta de la Macarena, la puerta de Córdoba, el postigo del Aceite y el del Alcázar. Los restos conservados en la actualidad mantienen un aspecto claramente almohade, mezclado con el aire clasicista que le proporcionaron las restauraciones de las puertas existentes en el siglo XVIII.
Según algunos investigadores las fuentes islámicas solo nombran 12 puertas y 3 postigos. Según el libro del Repartimiento, aparecen 8 puertas (Macarena, Córdoba, Sol, Osario, Carmona, Judería, Triana y Goles). Según los documentos del s. XIII aparecen 11 puertas (Macarena, Córdoba, Sol, Bib Alfat, Carmona, Judería, Aceituna, Arenal, Triana, Goles y Bibarragel). Según los documentos s. XIV aparecen 12, añadiéndose la Puerta del Ingenio (Puerta de San Juan). Según los documentos s. XV aparecen 13, añadiéndose la de Jerez
Según los topónimos de las puertas son nombres de origen Macarena, Carmona, bib Alfat, Triana y Bibarragel. Las que no tienen un nombre de origen islámico serían Sol, Aceituna (Aceite), Arenal, Goles, Judería, Córdoba y Osario
Los restos actuales están formados por una muralla de tapial, con un espesor de 1,90 metros, el de la barbacana de 1,45 metros y ambas están separadas entre sí una distancia de unos 3 metros. Presenta torres situadas a distancias variables comprendidas entre 40 y 50 metros, ocho de ellas son rectangulares, con una anchura de 4 metros

## Historia

### Construcción durante el imperio romano
Es una leyenda sin fundamentos que las cercas defensivas de la ciudad fueron construidas en tiempos de Julio César, ya que cuando llegan los romanos durante la Primera Guerra Púnica, la ciudad presentaba unas murallas. Posiblemente este sistema defensivo sería ampliado y perfeccionado durante el comienzo del imperio, a partir de César Augusto debido al crecimiento de la ciudad.
Los restos materiales de esta etapa sólo son reconocibles en el material reutilizado en época taifa, finales del s. XI en la nueva muralla del Real Alcázar, en la zona de Plaza del Triunfo.
A finales de 2021, por primera vez se localizaron los restos de un tramo de la muralla romana de Sevilla en lo que hoy día es la medianera de un edificio que da a la calle Álvarez Quintero y otro que da a la Plaza de San Francisco. Se trataría de un tramo de muralla de 4,8 m de anchura y dos alturas diferentes, datados en torno al sigo III DC.

### Ampliación en la etapa islámica: siglosIX-XII

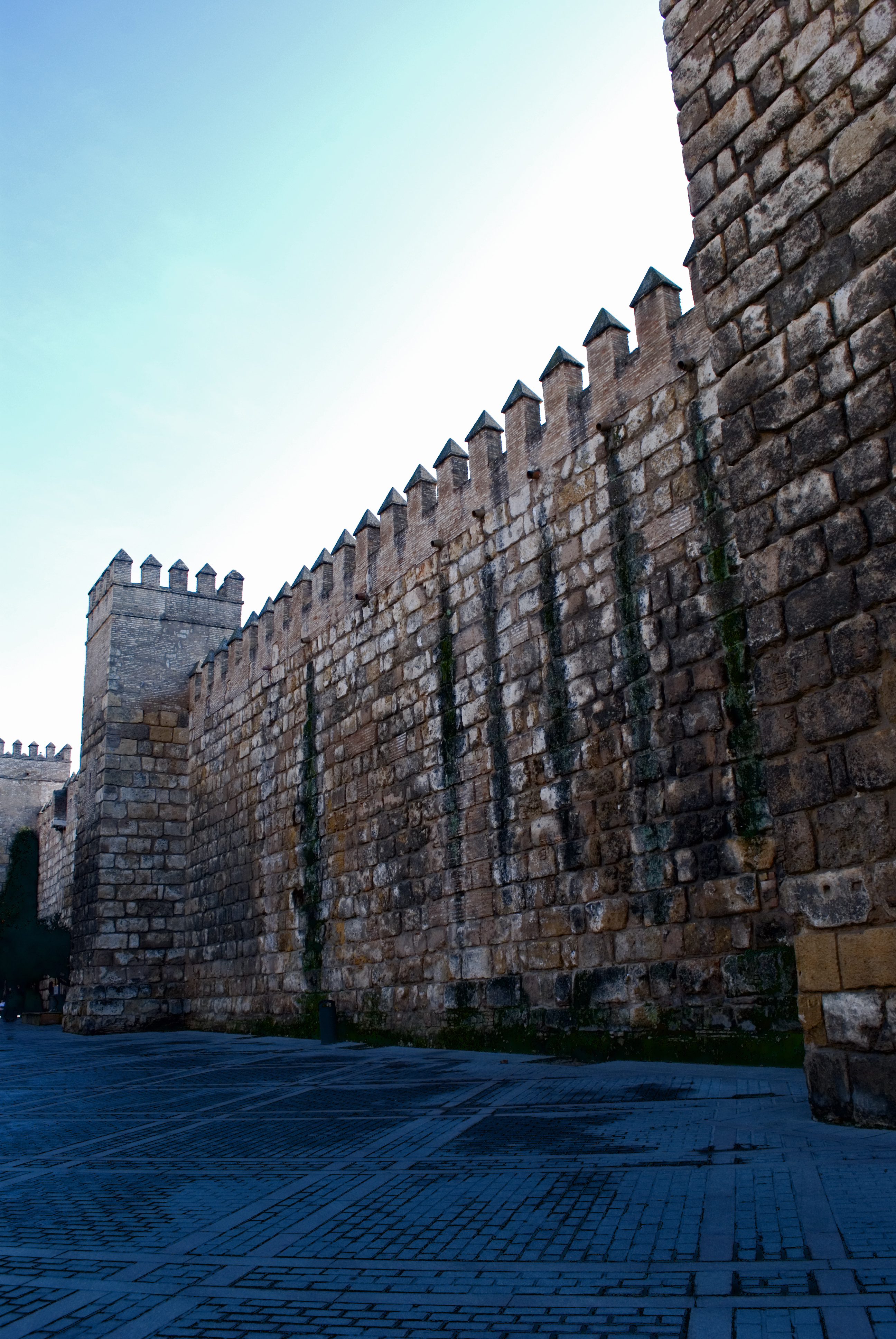
Paño de muralla en el Real Alcázar.

Durante el dominio islámico, concretamente en el año 844 la ciudad fue arrasada por los vikingos. Tras ello el emir Abderramán II, cuarto emir omeya de Córdoba (822-852) mandó reforzar las murallas. Fueron nuevamente destruidas por su tataranieto Abderramán III, octavo emir independiente (912-929) y primer califa omeya de Córdoba (929-961), posiblemente en el año 913, no sabemos si realmente fue todo el recinto, pensando con ello que se evitarían conatos de secesión contra Córdoba.
En la segunda mitad del siglo XI o bien a principios del siglo XII se llevó a cabo una importante reforma e incluso posible ampliación con los almorávides. Sevilla era una ciudad bien defendida en el momento de la llegada de los Almorávides, año 1090, y lo demuestra el hecho de que la entrada de éstos sólo fue posible con la connivencia de algunos de los caballeros que custodiaban las puertas de la ciudad
Durante la segunda mitad del siglo XII y principios del siglo XIII serían los almohades los que reforman, amplían y refuerzan el sistema defensivo, que es el que actualmente se conserva. En esta época disponían de una dimensión de siete kilómetros de muro, con 166 torreones, 13 puertas y seis postigos.

### Las murallas tras la conquista: siglosXIII-XVI

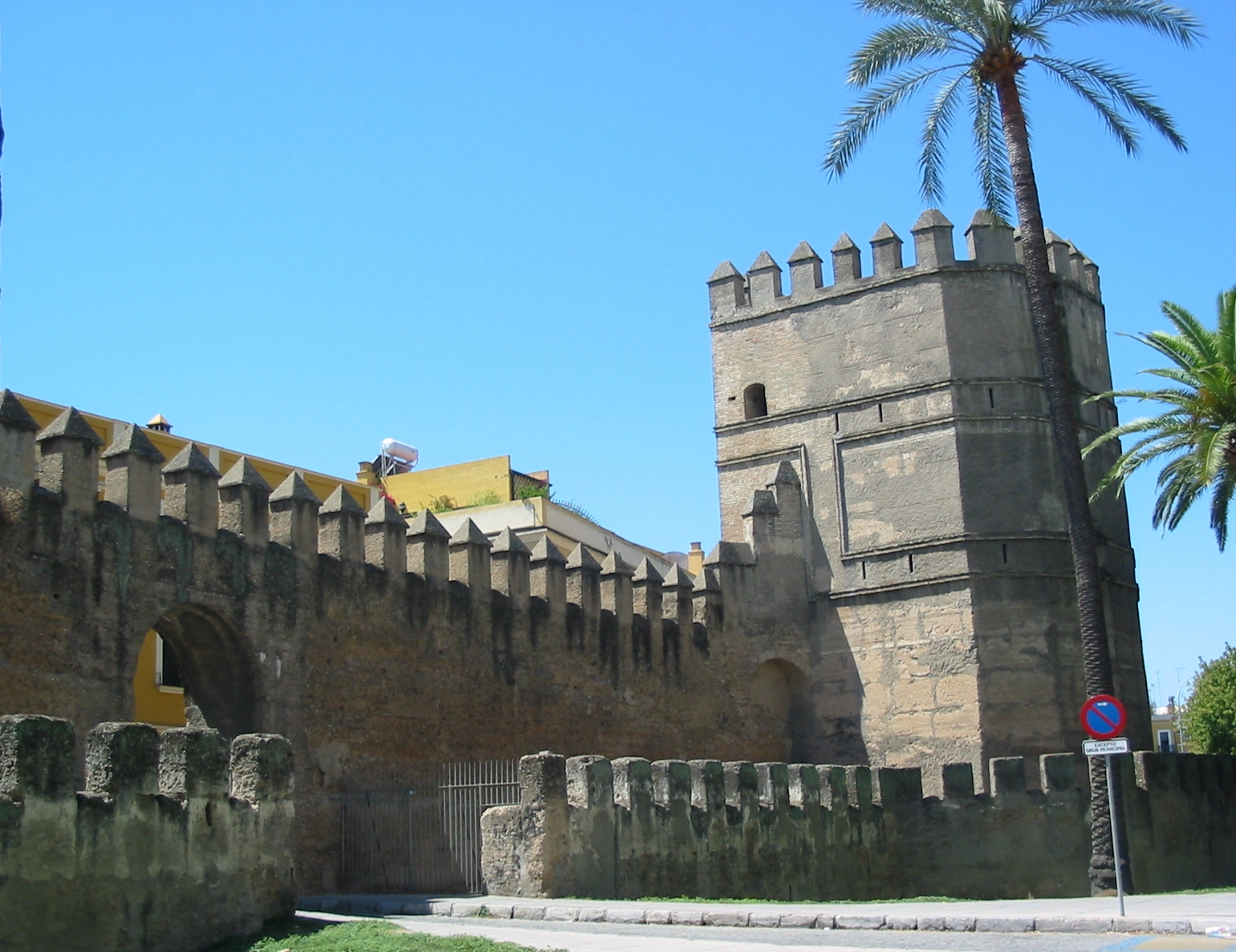
Murallas de la ciudad y la Torre blanca en el barrio de la Macarena. En esta imagen, se aprecia uno de los dos postigos abierto en 1911 para favorecer la comunicación de la zona intramuros con la nueva ronda

Tras la conquista de la ciudad por parte de Fernando III de Castilla en 1248, la Corona de Castilla mantuvo la fisionomía de los muros que había sido construida por los almohades. Era muy común que los reyes de Castilla cuando visitaban la ciudad, juraran respeto a sus fueros en la puerta de entrada, la usada hasta el siglo XVI fue la Puerta de la Macarena; en la puerta de la Macarena juraron Isabel I de Castilla (1477), Fernando II de Aragón (1508), Carlos I de España y su prometida Isabel de Portugal (1526), y por último Felipe IV (1624), mientras que en la puerta de Goles lo hizo Felipe II de España (1570), motivo por el cual pasó a denominarse puerta Real.
Las primitivas puertas almohades se remodelaron en una operación del cabildo municipal encargada a Hernán Ruiz II, en agosto de 1560 y que fue continuada por Benvenuto Tortello y Asensio de Maeda, hasta finales del XVI.
Las remodelaciones afectaron a la puerta de Carmona, a la de la Carne, a la puerta Real, a la puerta del Arenal, al postigo del Aceite, en el que Benvenuto Tortello realizó obras en 1572, la puerta de Triana, originalmente en la calle Zaragoza, que fue trasladada en 1585 más al norte, en la confluencia de dicha calle con la de San Pablo. Otras, como la Puerta de la Macarena, fue objeto de reformas en el siglo XVIII.

### Último periodo: siglosXVII-XIX

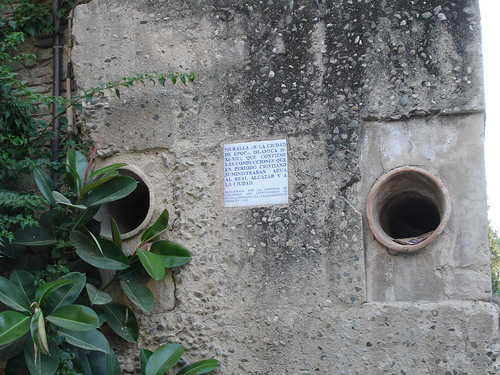
Tuberías dentro de las murallas en las cercanías del Real Alcázar

Con el tiempo dejó de tener importancia la función militar de la cerca, pero mantuvo el valor fundamental de servir de protección frente a las crecidas del río Guadalquivir. También tenía una clara función recaudatoria pues su presencia y aislamiento la convertían en aduana a través de la cual se canalizaba y regulaba el acceso a la ciudad, estipulado con el pago del correspondiente arancel. También esta vigilancia facilitaba el cobro de importantes impuestos y tributos que se aplicaban al tránsito de personas y mercancías, de entre los que destacaban el portazgo, la alcabala o el cornado de la cerca, tributo especial existente en Castilla para este tipo de construcciones; finalmente se convertía en una barrera sanitaria, que permitía el control de epidemias.
En el siglo XVIII se vuelven a llevar a cabo remodelaciones en las puertas de acceso. Fue reconstruida la puerta del Arenal, se abrió una pequeña capilla en el costado derecho del postigo del Aceite, donde se colocó un retablo barroco con la imagen de la Inmaculada Concepción (patrona del barrio del Arenal). Se levantó la puerta de San Fernando, a la altura de la Real Fábrica de Tabacos de Sevilla y en 1795, el maestro mayor de la ciudad, José Echamorro, remodeló la Puerta de la Macarena, otorgándole la configuración que tiene actualmente.

### Derribo

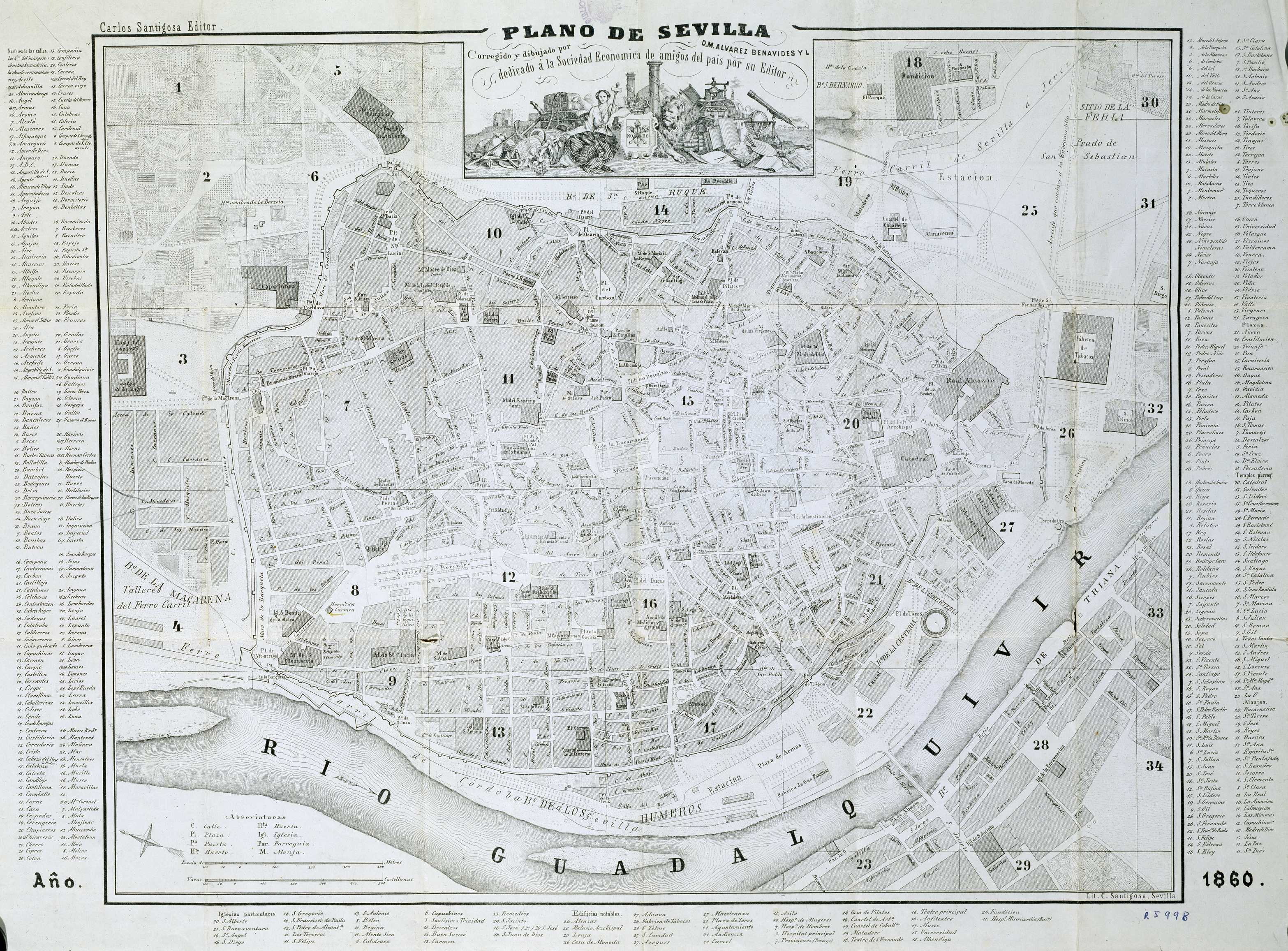
Plano de Sevilla de 1860, donde aun se mantienen gran parte de las murallas.

La demolición de las murallas se inició en 1830, cuando el asistente José Manuel de Arjona inició el derribo de un brazo de muralla (coracha) que enlazaba la Torre del Oro con el recinto amurallado principal, con objeto de prolongar el llamado Paseo del Río (actual Paseo de Colón) y crear los jardines de Las Delicias y el salón de Cristina.
Entre 1858 en que se derribó la puerta de la Barqueta y 1873 en que se demolió la puerta del Sol cayeron doce puertas en quince años. El derribo de la muralla estuvo motivado fundamentalmente por la construcción del ferrocarril y al considerarlas perjudiciales para la salubridad pública, un estorbo para el tráfico de personas y mercancías, un impedimento para el crecimiento de la ciudad y el desarrollo económico. El sector sureste y el Arenal fue la primera zona que experimenta la destrucción por ser una zona de expansión económica, frente al sector norte, dedicado a las huertas sin tanta necesidad expansionista.
En 1859, la Comisión de Monumentos informaba que “casi las dos terceras partes de la muralla tenían casas adosadas o servían de medianeras”. Según esta estimación en la actualidad deben permanecer en pie, ocultas entre edificaciones casi cinco kilómetros de la muralla primitiva.
En 1906, A raíz de la pretensión del Ayuntamiento de derribar los restos de la muralla que habían sobrevivido a la primera ola de demoliciones, José Gestoso movió sus amistades personales, especialmente en la Real Academia de la Historia, era vicepresidente de la Comisión de Monumentos Históricos y Artísticos de la Provincia de Sevilla, principal responsable de su protección y conservación. Su estrategia fue impedir la destrucción consiguiendo su declaración como Monumento Nacional por parte del Ministerio. El día 24 de noviembre de 1906 redactó hasta tres documentos y el día 11 de enero de 1908 por Real Orden del Ministerio de Instrucción Pública y Bellas Artes, el tramo de murallas entre la Puerta de la Macarena y la Puerta de Córdoba de la ciudad fueron declaradas Monumento Nacional. Se salvaron así del derribo los tramos desde la puerta de la Macarena, donde se contabilizan siete torreones cuadrados y uno octogonal, hasta la puerta de Córdoba, así como algunos tramos en los jardines del Valle(250 m), el sector del Real Alcázar y de la Casa de la Moneda. Además se conservan las torres de Abd el Aziz, la de la Plata, la del Oro y la Torre Blanca, propias de las defensas del recinto amurallado. 
Existen iguamente lienzos ocultos localizados y protegidos en fincas de las calles Sol, Menéndez Pelayo, Tintes, Concepción, San Esteban, Marqués de Paradas, Gravina, Julio César y Goles.

## Puertas y postigos de acceso a la ciudad

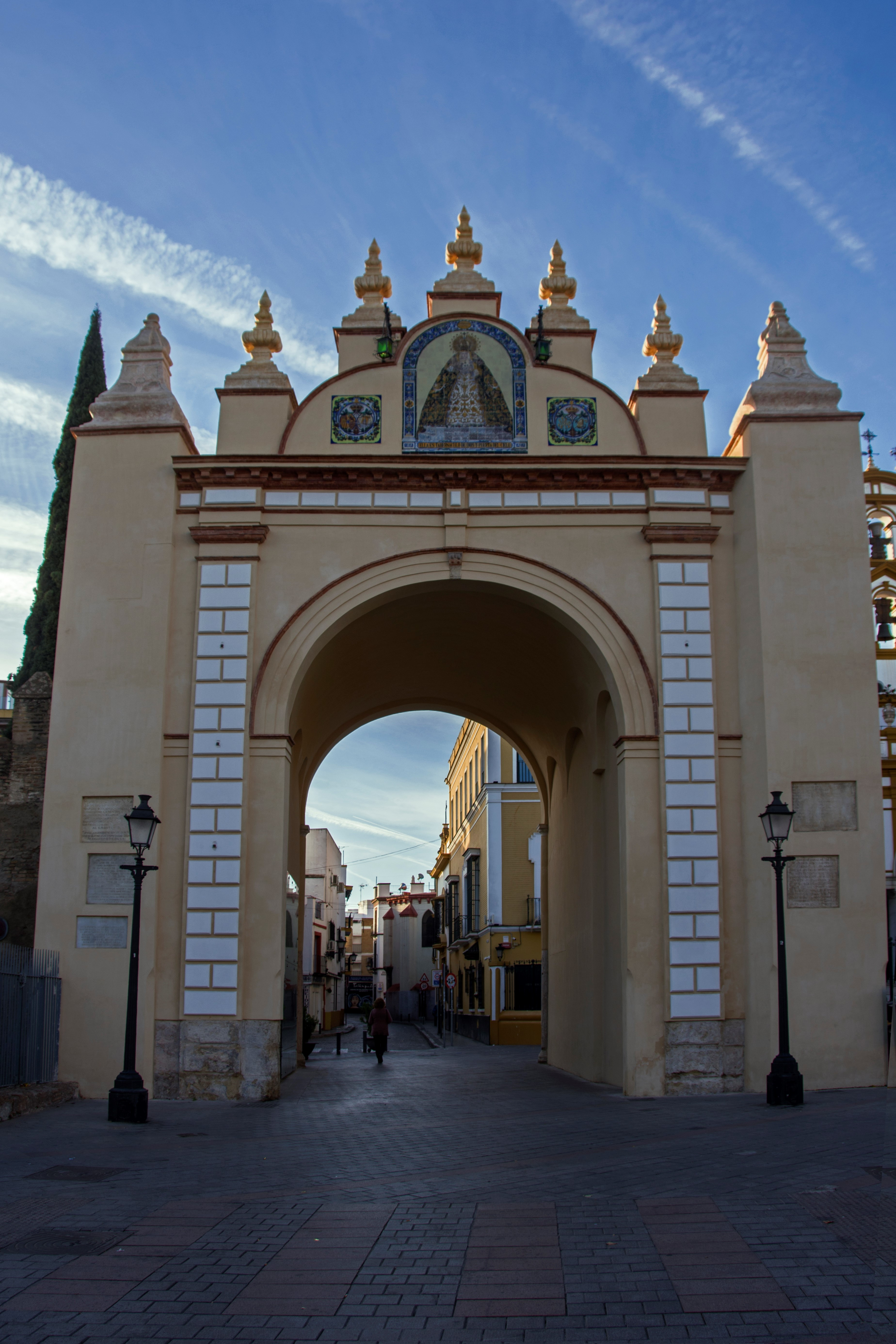
Puerta de la Macarena en 2022.

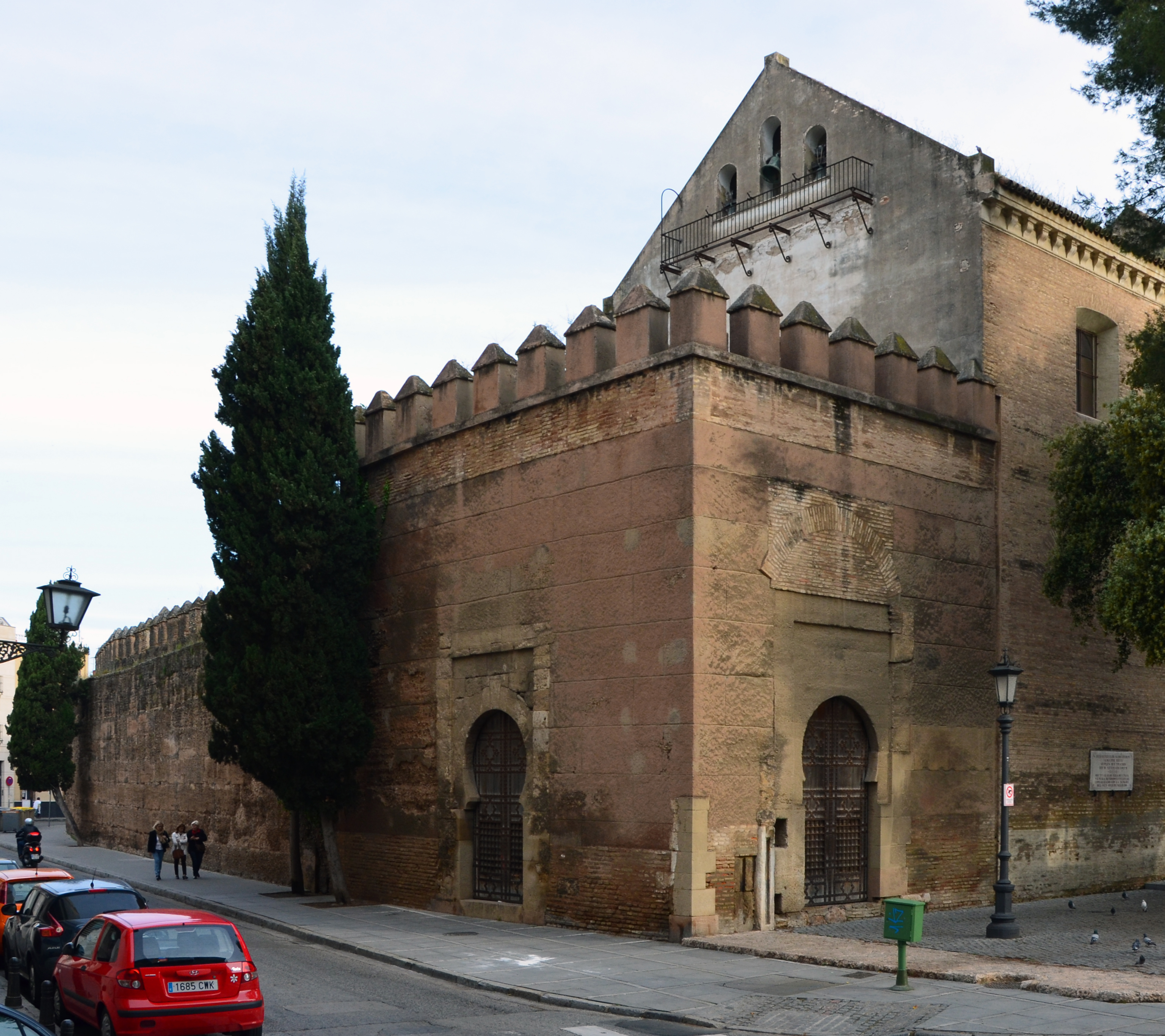
Puerta de Córdoba, anexa a la Iglesia de San Hermenegildo.

El acceso a la ciudad se realizaba principalmente por los denominados postigos o puertas, que las había de dos tipos: reales o públicas, y privadas. Las puertas tenían su acceso acodado, según se observa en la puerta de Córdoba, y carecían de decoración a diferencia de las que se ven en el Magreb. Entre puertas y postigos contaba la ciudad con diecinueve accesos:
Puertas de entrada

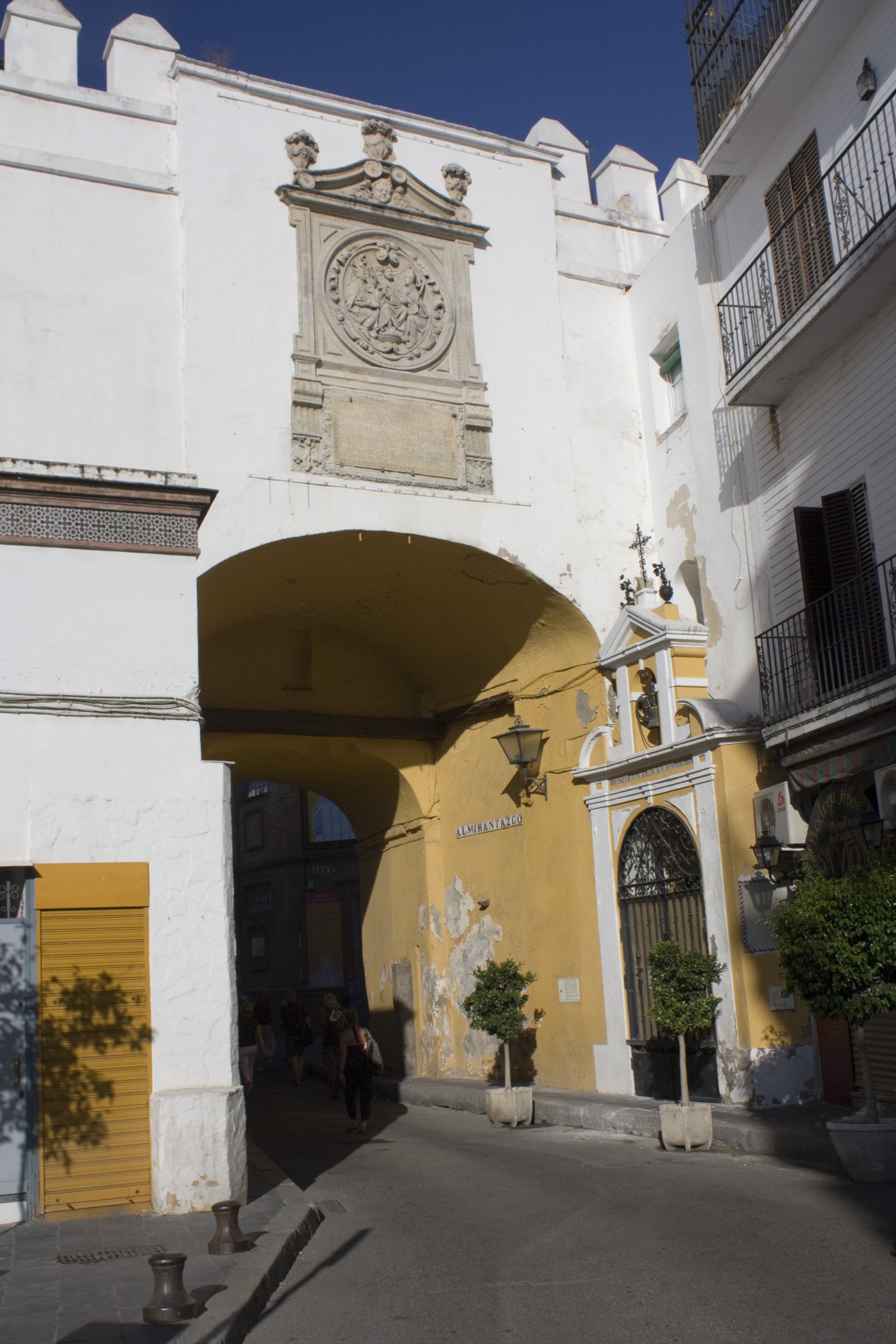
Postigo del Aceite.

- Puerta de la Almenilla, de origen almohade fue reformada constantemente; también denominada puerta de la Barqueta, se hallaba en la calle Calatrava, en la plazoleta del Blanquillo.
- Puerta del Arenal, de origen almorávide y reconstruido en el siglo XVI y en el XVIII; se situaba en la esquina de la calle Castelar con la calle García de Vinuesa.
- Puerta de Carmona, de origen almorávide, reformada totalmente en el siglo XVI y derribada en 1868; se encontraba situada en la esquina de las calles de San Esteban con Menéndez Pelayo.[7]
- Puerta de la Carne, de origen almorávide y reformada totalmente en el siglo XVI; se hallaba en la calle Menéndez Pelayo, a la altura de la calle Santa María la Blanca.
- Puerta de Córdoba, de origen almorávide y reformada en el siglo XVI; situada frente al convento de los Capuchinos, es una de las que mejor conserva la disposición originaria.
- Puerta de Jerez, de origen califal; estaba situada en el extremo oeste de la calle de San Gregorio, en dirección al río. En ella había grabados unos versos alusivos a la historia de la ciudad.[8]
- Puerta de la Macarena, de origen almohade y reformada en el siglo XVIII; situada frente a la Basílica de La Macarena.
- Puerta Osario, de origen almorávide, se localizaba entre las calles Valle y Puñonrostro.
- Puerta Real, de origen almorávide y reconstruida en el siglo XVI, también denominada puerta de Goles; se encontraba en la esquina de la calle Goles con la calle Alfonso XII.
- Puerta de San Fernando, construida en el siglo XVIII fue la más moderna; se localizaba a la altura de la Real Fábrica de Tabacos de Sevilla.
- Puerta de San Juan, de origen almohade; estaba situada en la calle Guadalquivir, entre la calle San Vicente y Torneo.
- Puerta del Sol, de origen almohade y reformada en el siglo XVI; se situaba al final de la calle Sol, y su nombre procede del sol que tenía grabado sobre el dintel.
- Puerta de Triana, de origen almorávide y reconstruida en 1585 algo más al norte, fue derribada en 1868; estaba en la actual calle Zaragoza, en la confluencia con la calle Moratín, donde en la actualidad está señalado.

Postigos de acceso
- Postigo del Aceite, de origen almohade y muy reformado; conocido así por ser el lugar por donde entraba el aceite; se encuentra cerca del edificio de Correos.

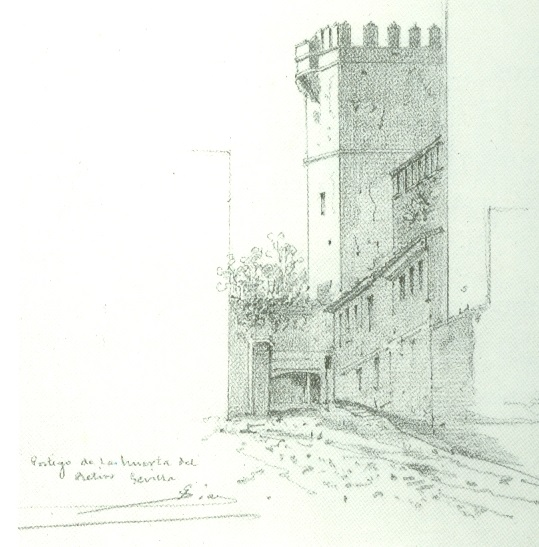
Gumersindo Díaz, Huerta del Retiro ca. 1865. Véase el Postigo del Álcazar de Sevilla y la Torre del Agua de la muralla del Real Alcázar de Sevilla. Sevilla, calle Judería, Archivo de la Comisión de Monumentos Históricos y Artísticos de la Provincial de Sevilla

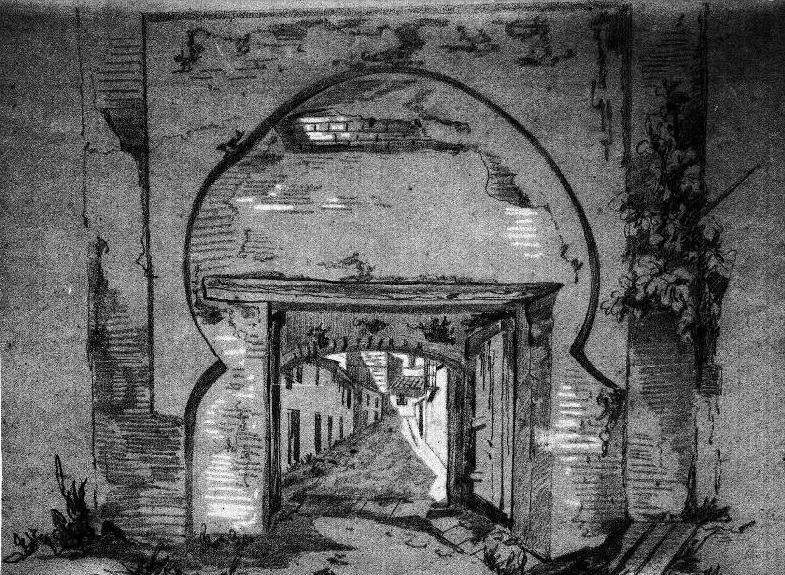
Gumersindo Díaz, Puerta de la Huerta del Retiro, ca. 1865. Arquitectura almohade del. Puerta medieval de la muralla de Sevilla. Archivo de la Comisión de Monumentos Históricos y Artísticos de la Provincial de Sevilla

- Postigo del Alcázar, de origen almohade, sustituyó la torre-puerta califal; también fue denominado como postigo de la Torre del Agua, del callejón de la Judería o de la huerta del Retiro. Se encuentra situado en la calle Judería.
- Postigo del Carbón, fue mandado realizar por el rey Alfonso X el Sabio. Originalmente se llamaba Postigo de los Azacanes
- Postigo de la Feria, también llamado postigo de la Basura, estaba al final de la calle Feria, esquina con la calle Bécquer.
- Postigo del Jabón, ubicado en las inmediaciones de la calle Tintes.

## Tramos preservados de la muralla

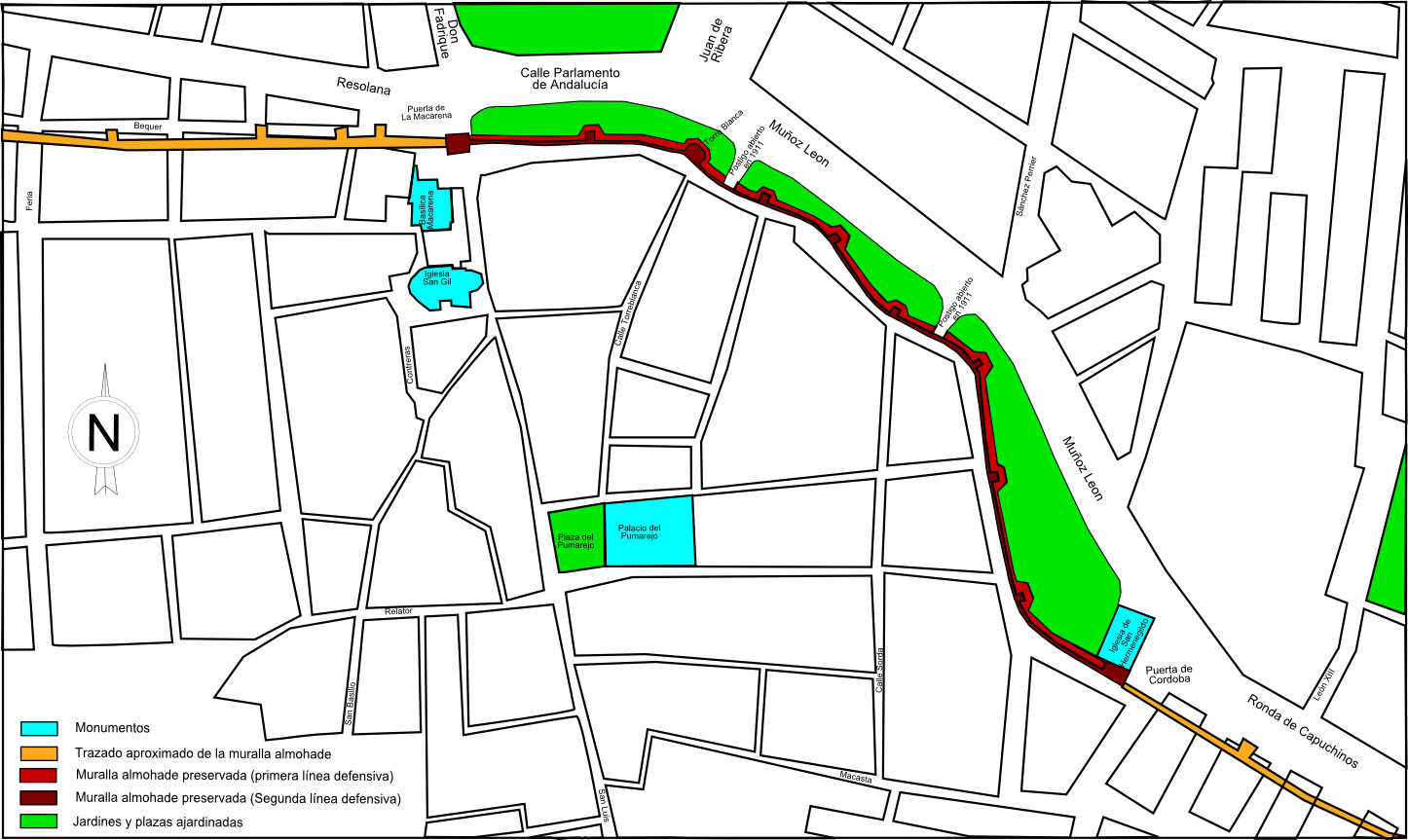
Plano del tramo de muralla comprendido entre las puertas de la Macarena y de Córdoba

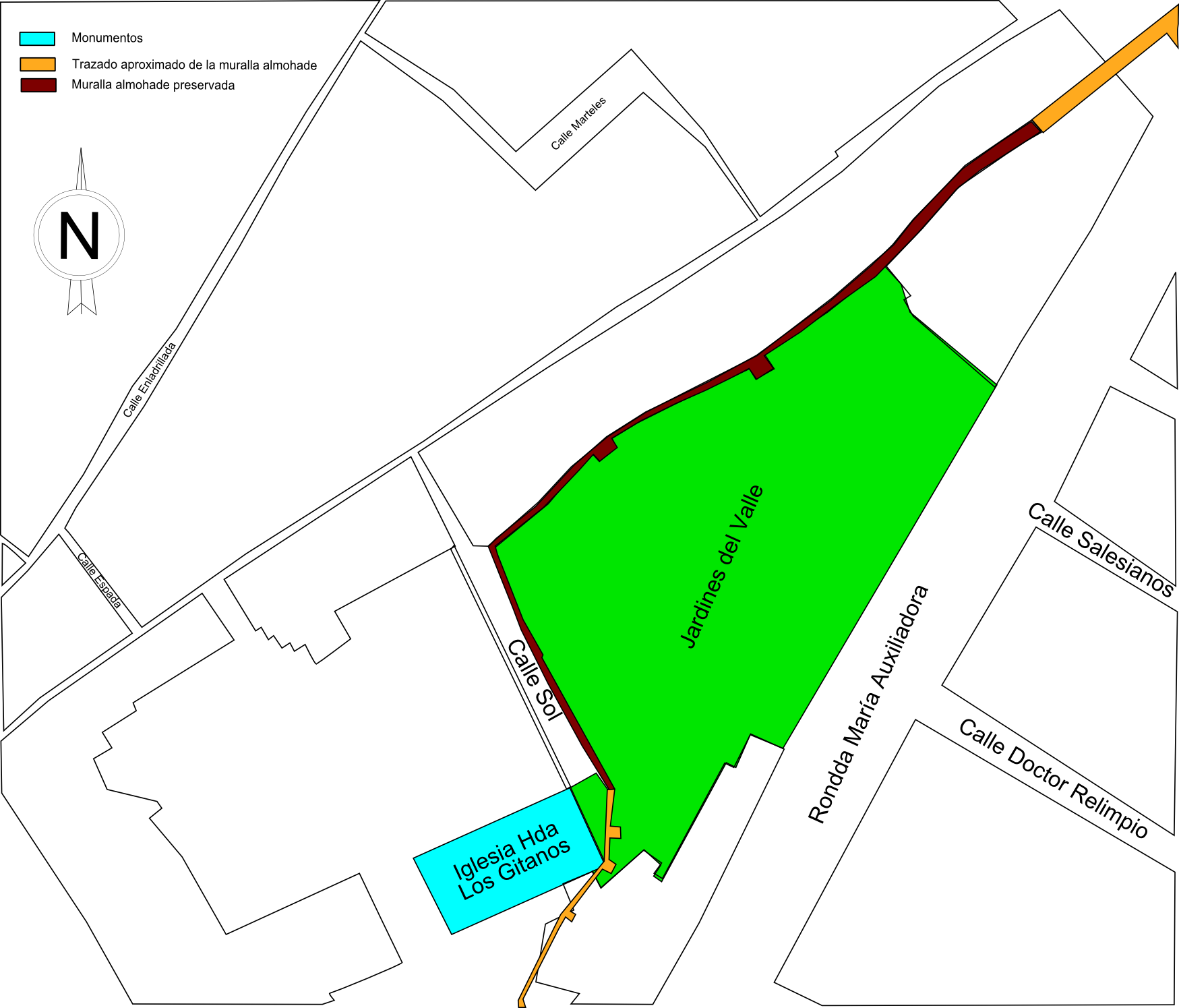
Plano del tramo de muralla preservado en los Jardines del Valle.

Tramo desde la puerta de la Macarena hasta la puerta de Córdoba
Se trata del tramo más amplio y mejor conservado, con la excepción de los dos postigos abiertos en 1911 cuya apertura motivó una queja por parte de la Real Academia de Historia, incluye las puertas de la Macarena y de Córdoba, esta última anexa a la iglesia de San Hermenegildo, siendo esta puerta la mejor preservada de época califal; incluye igualmente varios torreones, entre los que destaca la Torre Blanca.
Tramo de los Jardines del Valle
Es el segundo tramo de mayor amplitud conservado con una longitud aproximada de 250 metros. Permaneció oculta a la vista en el interior del convento del Valle, perteneciente a la orden de los franciscanos, que quedó desamortizado en el siglo XIX, fue adquirido por la marquesa de Villanueva que los donó para el establecimiento de un colegio de las religiosas del sagrado corazón. La escuela desapareció a mediados del siglo XX, convirtiéndose algún tiempo después en los actuales jardines del valle.
Murallas del alcázar

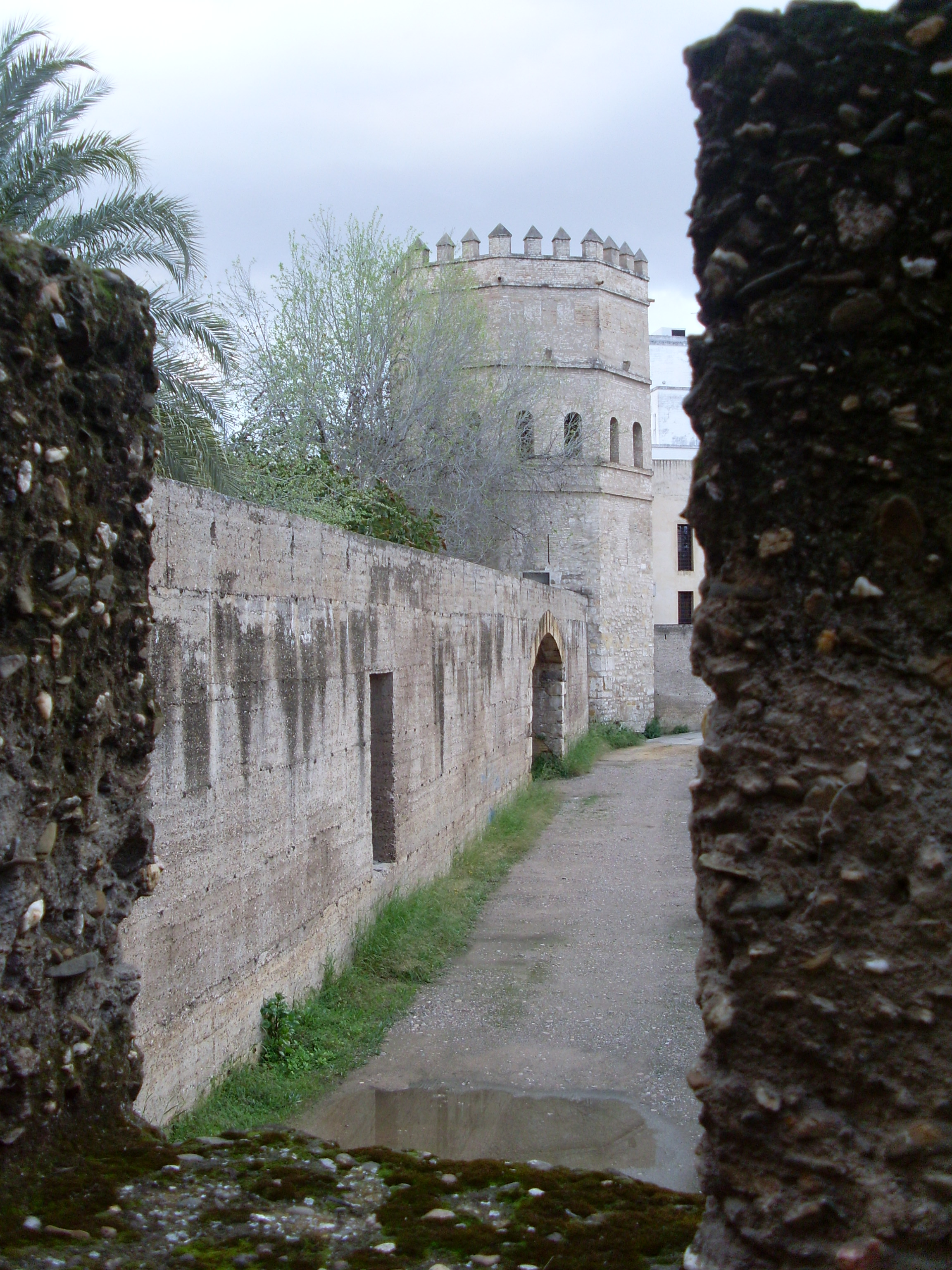
Tramo preservado de la muralla junto a la torre de la plata.

Hay que distinguir tres tipologías de muralla en el alcázar; 
• La de sillería, probablemente recuperadas de la primitiva muralla romana, visible en la zona de la puerta del León.
• Las zonas de tapial realizadas por los almohades, algunas visibles, como en la calle Judería, y calle Agua y otros que no son visibles pues quedan ocultas por las edificaciones de la calle San Fernando -salvo en algunas que son públicas-. Paralela a la muralla del alcázar, se encontraba la muralla de la ciudad, cuyos restos aparecieron durante las obras del Metro, quedando de nuevo enterrados.
• Otros muros posteriores, que cierran los jardines del alcázar con respecto a los jardines de Murillo.
Paño junto a la torre Abd el Aziz
Se trata de un pequeño paño, visible en el interior del local comercial del edificio que se sitúa junto a dicha torre.
Postigo del Aceite
La tercera de las puertas exteriores de la muralla que se conserva en nuestros días.
Tramo en la plaza del Cabildo
Se trata de un pequeño tramo de unos 50 metros, visible desde la plaza del cabildo, así como desde la calle posterior, incluye un torreón.
Tramo junto a la torre de la Plata
Este tramo, incluye el arranque del postigo del carbón, y parte de la muralla que unía la torre de la plata con la torre del Oro. En esta zona, se descubrieron en 2012 los restos de un nuevo torreón, que datan de finales del siglo XI o principios del siglo XII.
Arranque de la puerta Real
Se trata de un pequeño paño de muralla en la confluencia de las calles Alfonso XII y Goles.

## Galería fotográfica

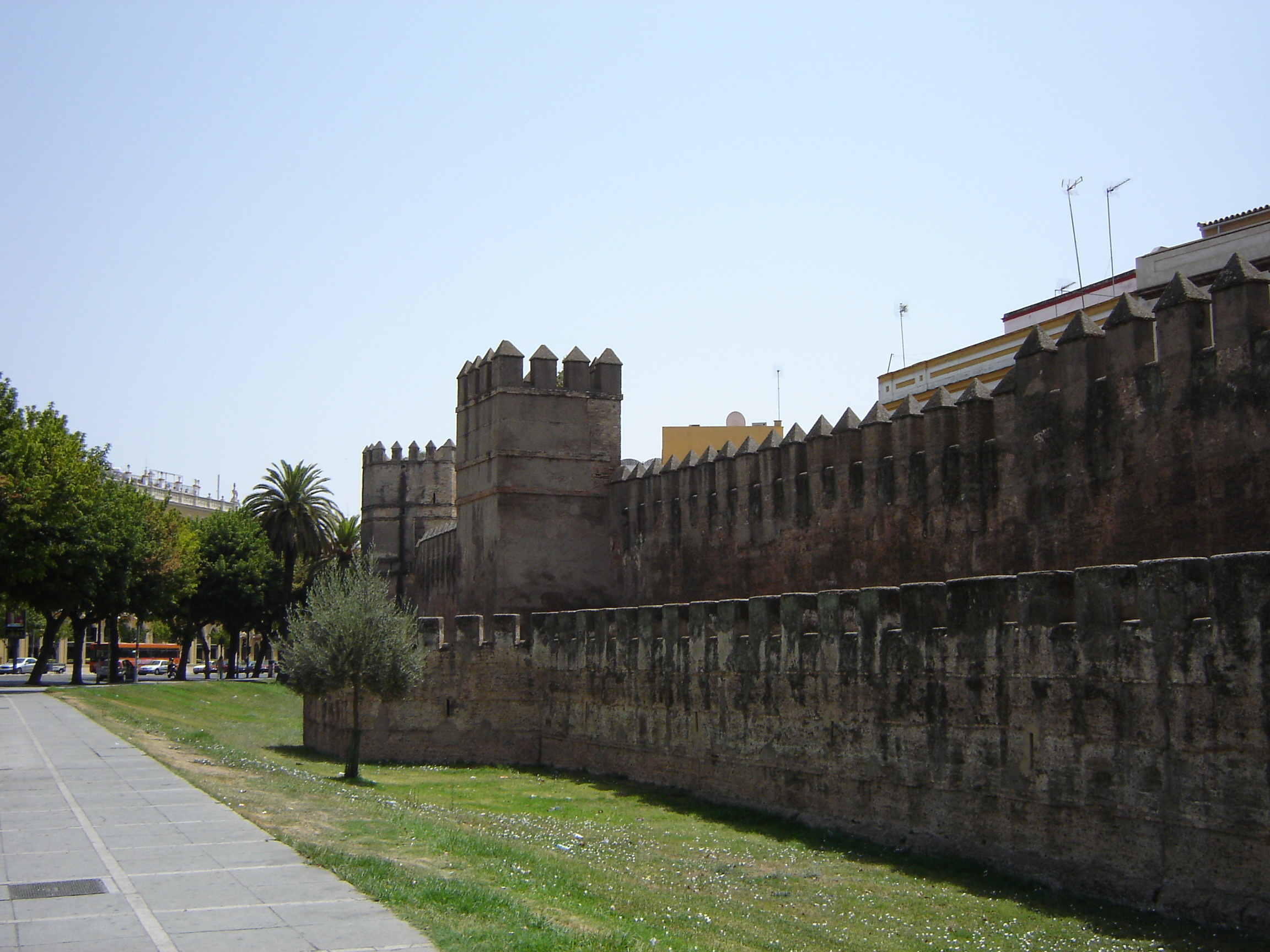
Murallas con torreones en la Macarena.
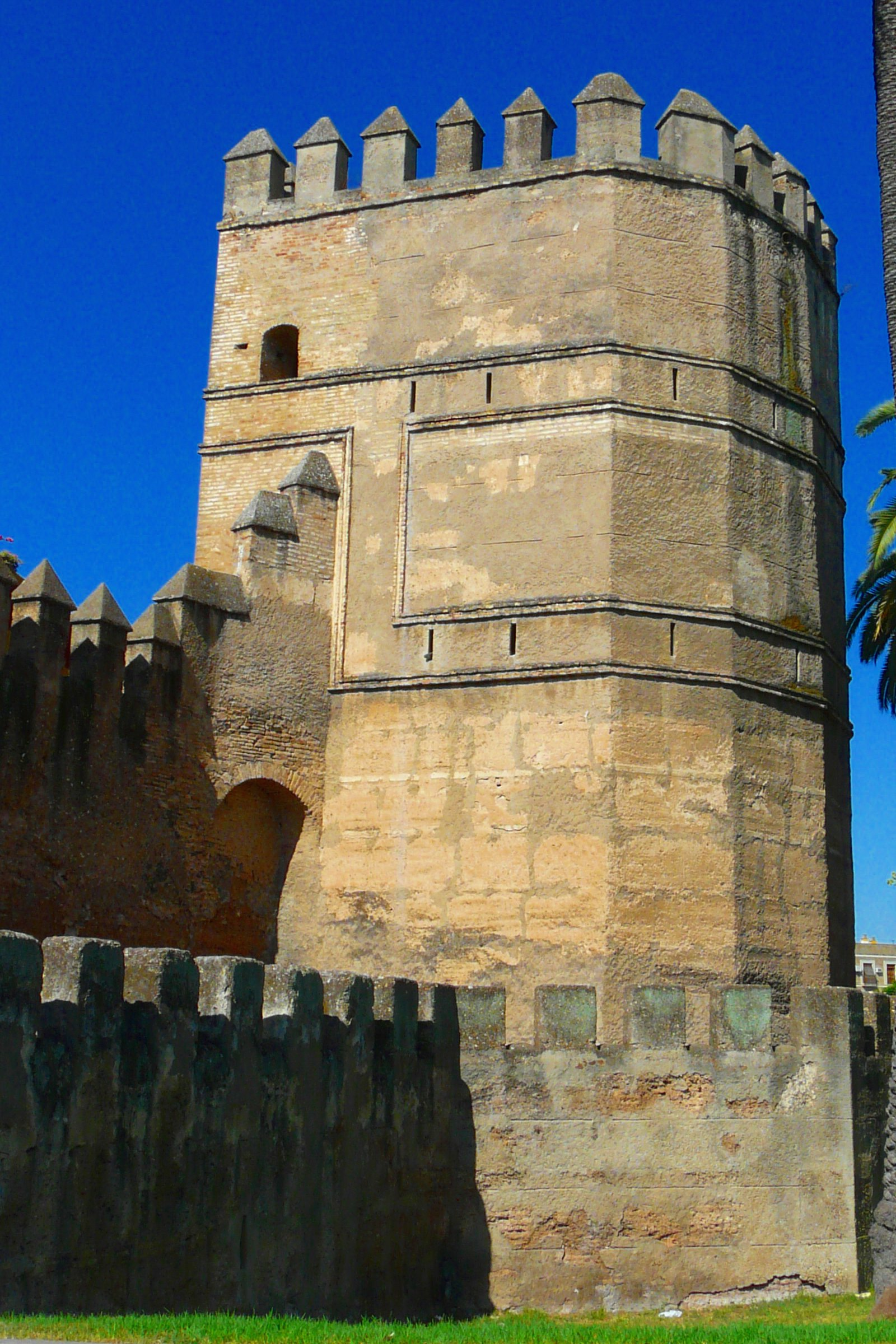
La Torre Blanca en la muralla en las cercanías de la Macarena.
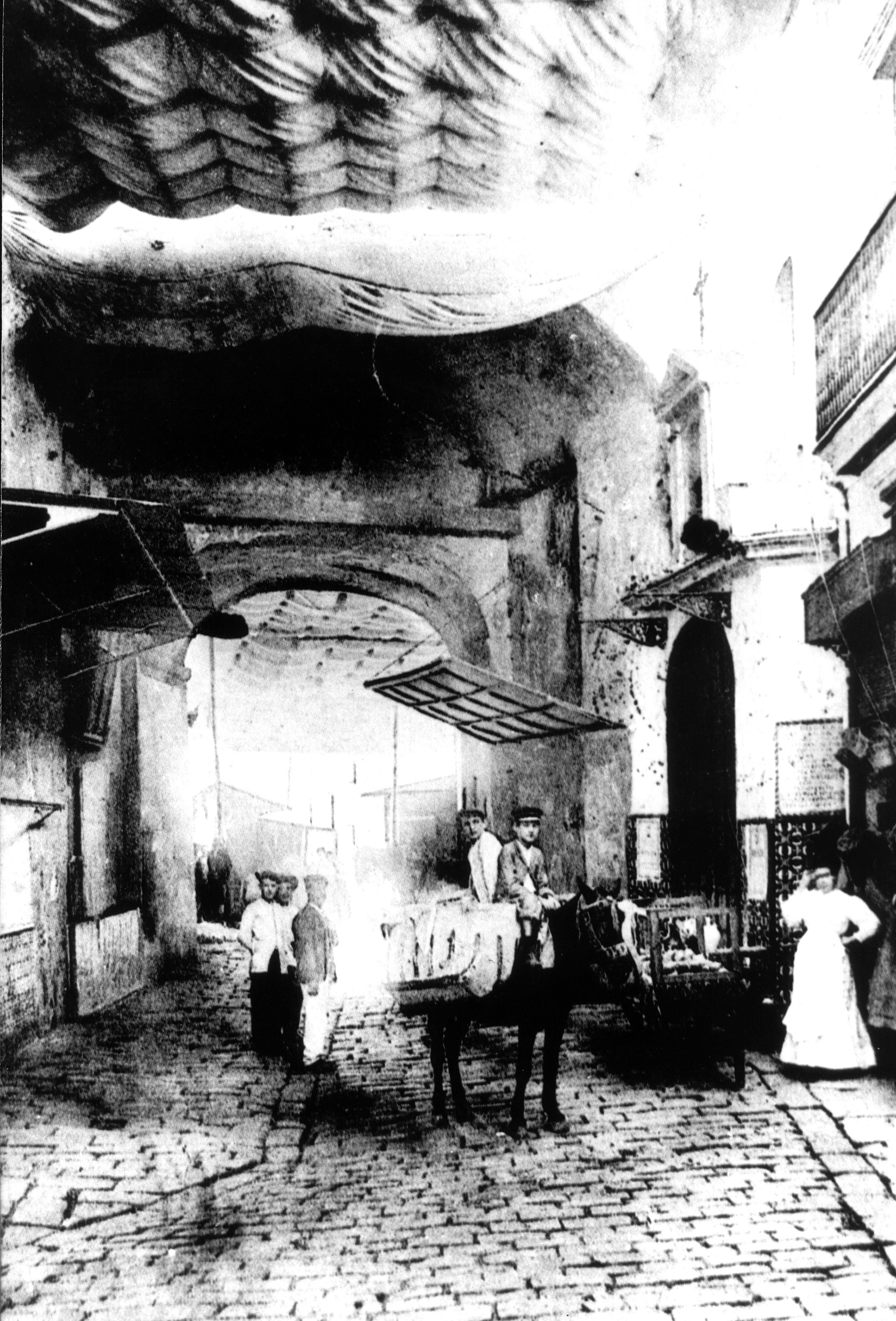
Antigua imagen del postigo del Aceite.
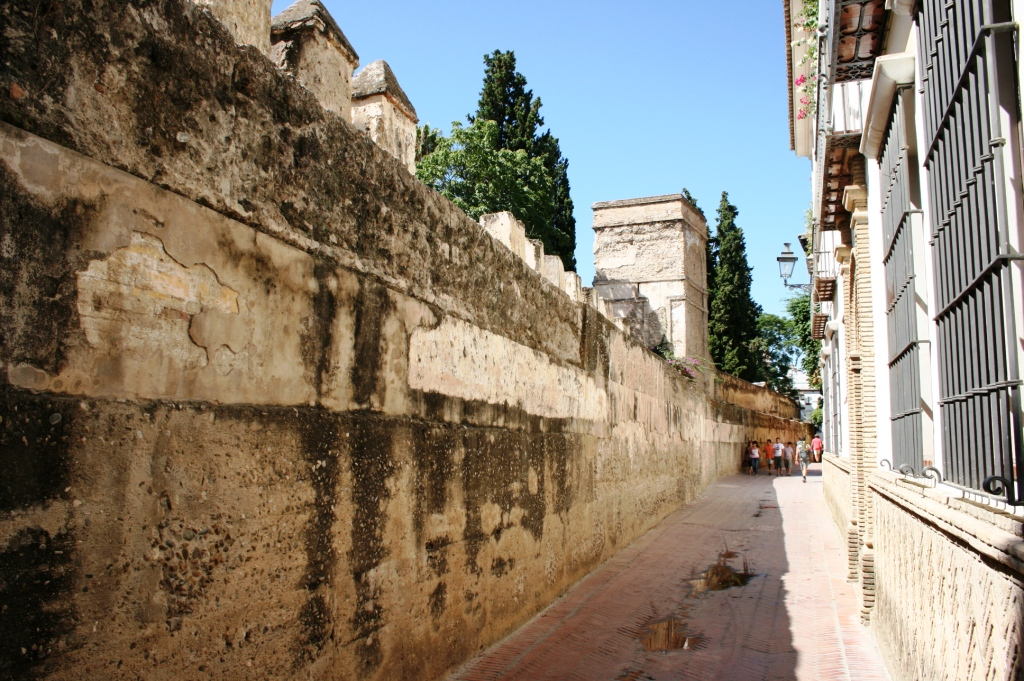
Callejón del Agua (intramuros), en las cercanías del Alcázar de Sevilla.
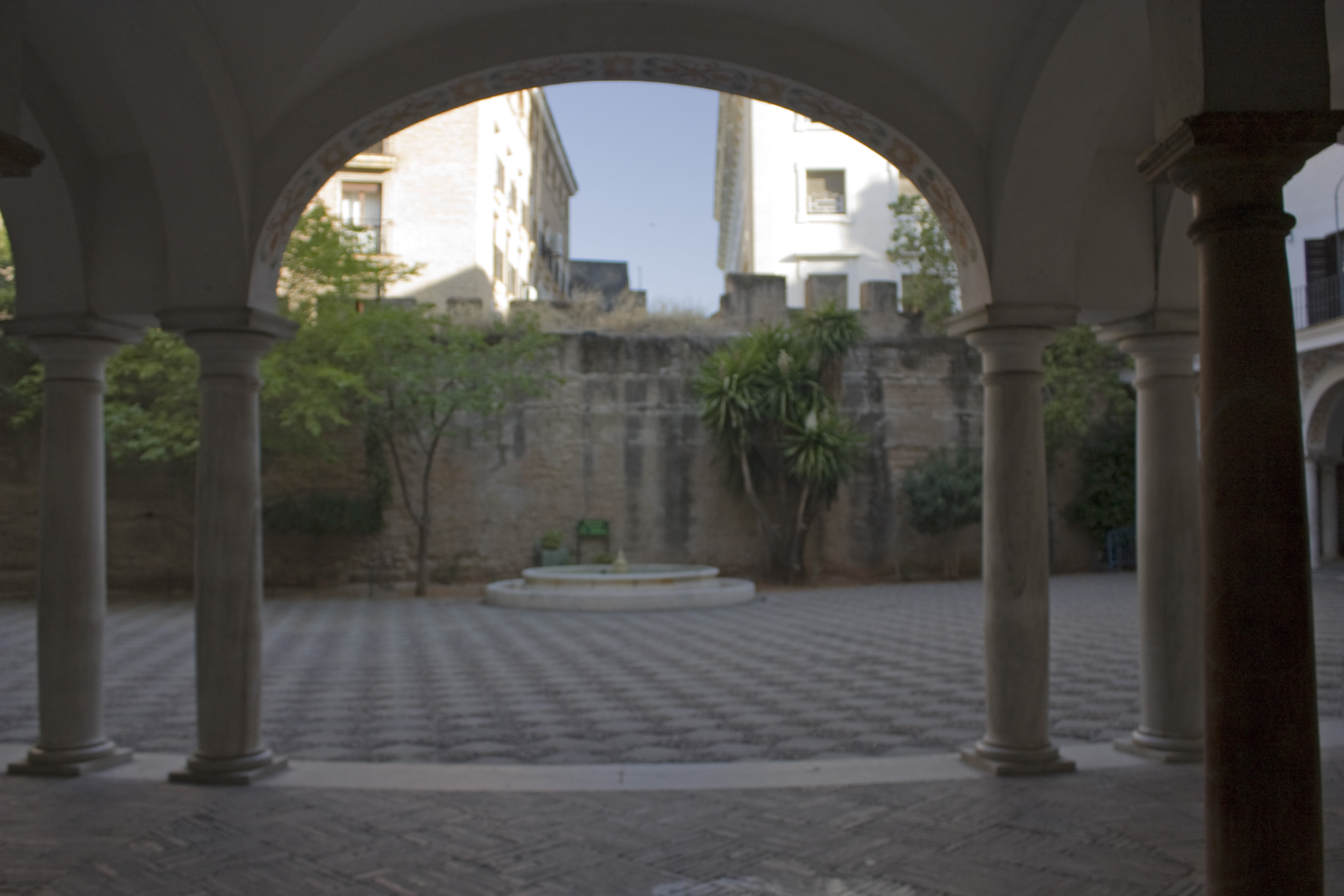
Paño de muralla visible en la Plaza del Cabildo
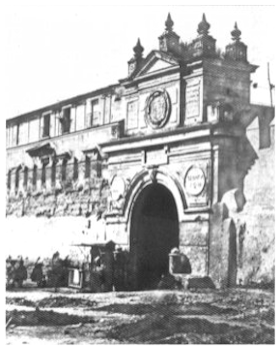
Puerta de la Carne
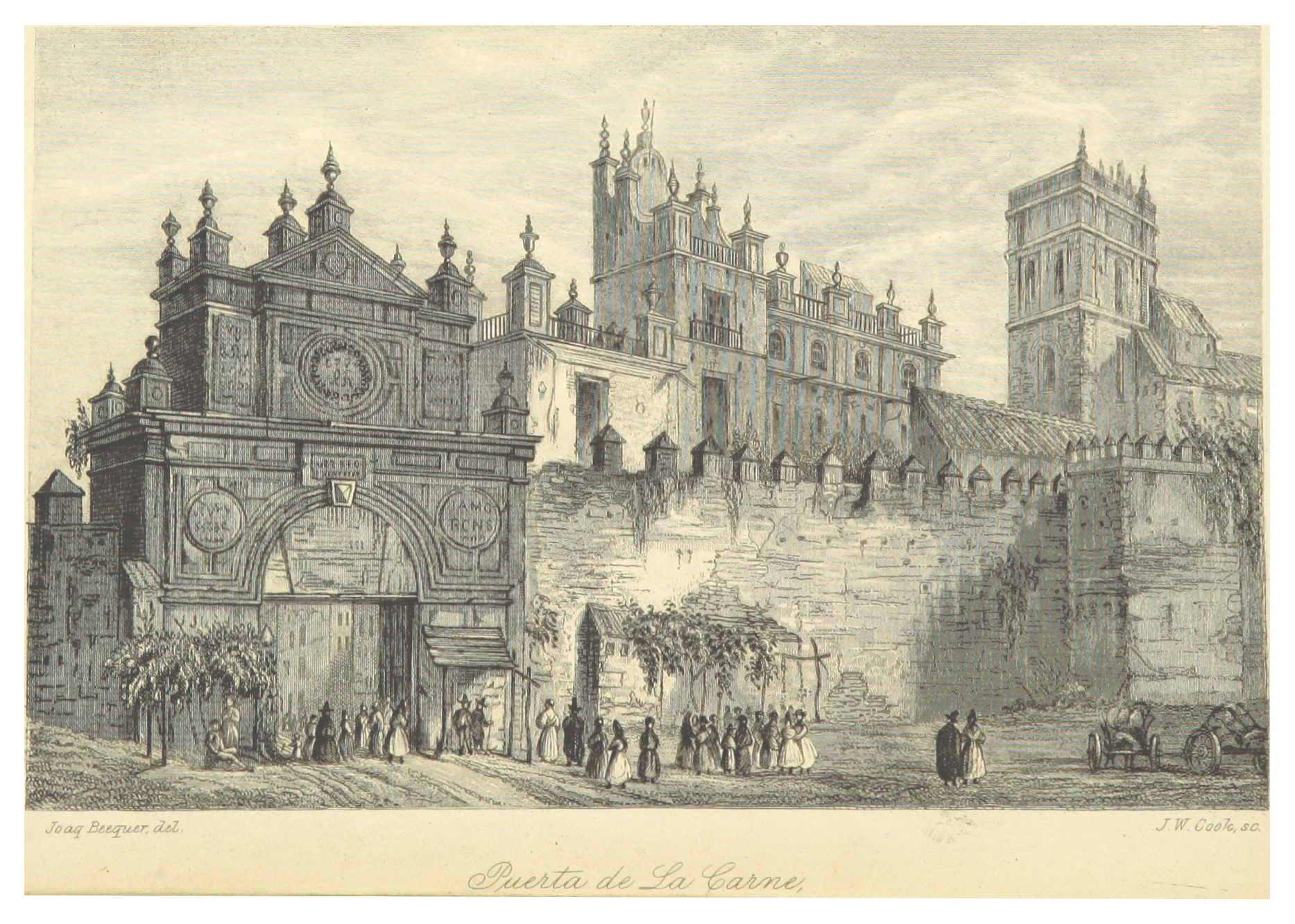
Puerta de la Carne (1840)
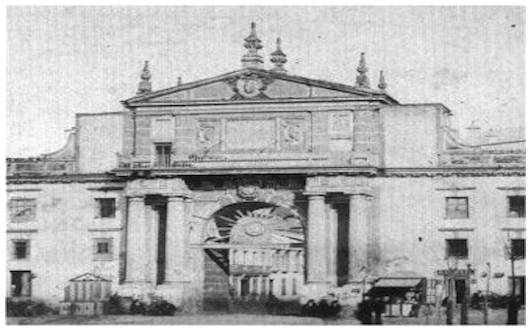
Puerta de Triana
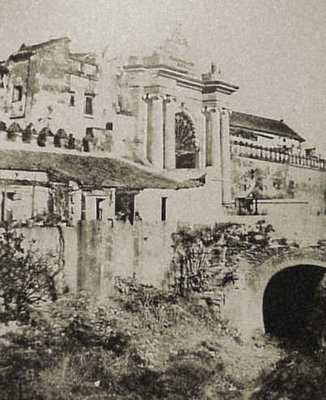
Puerta de Jerez y puente sobre el río Tagarete
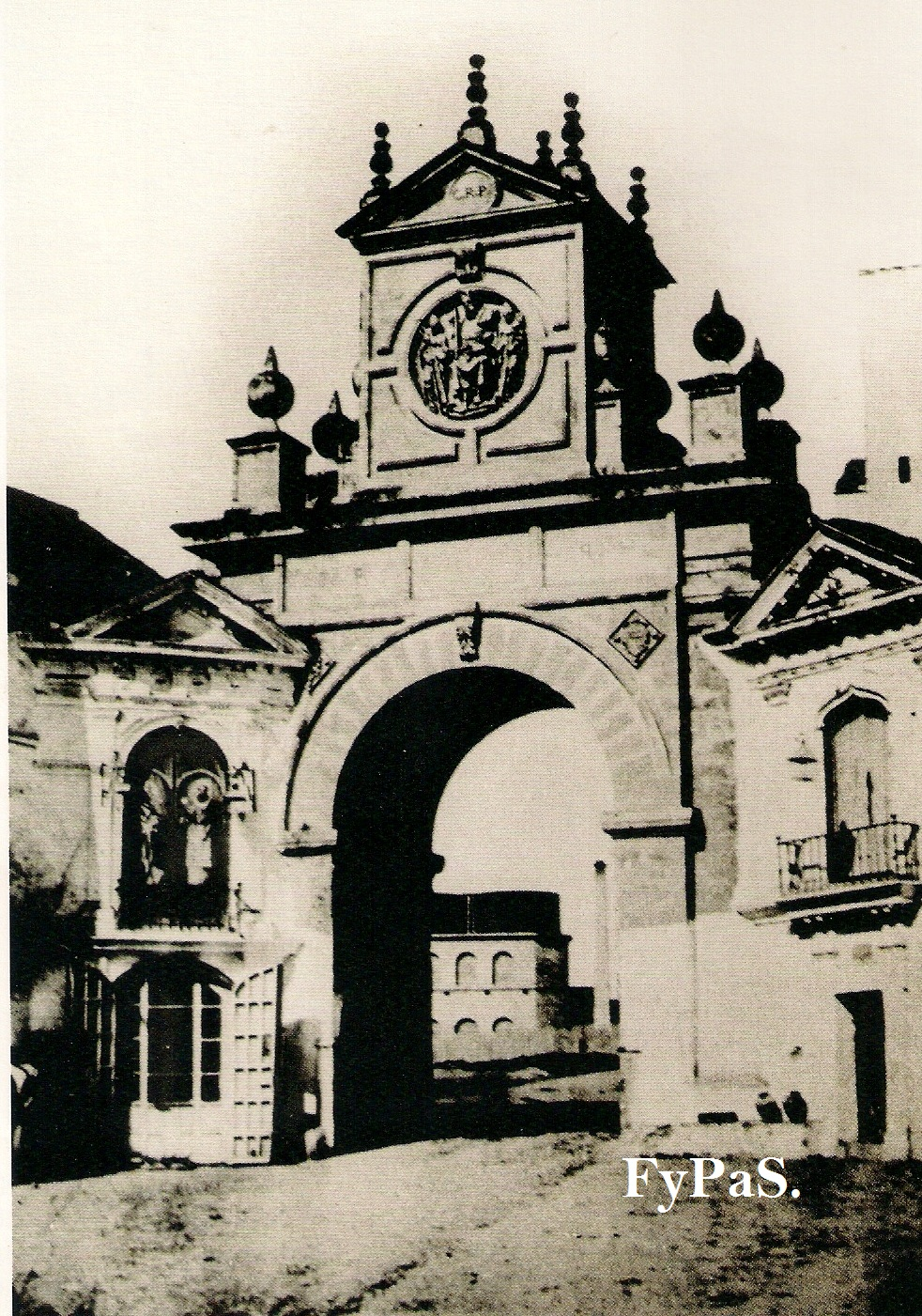
Puerta Real
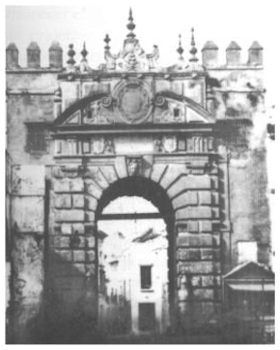
Puerta de Carmona
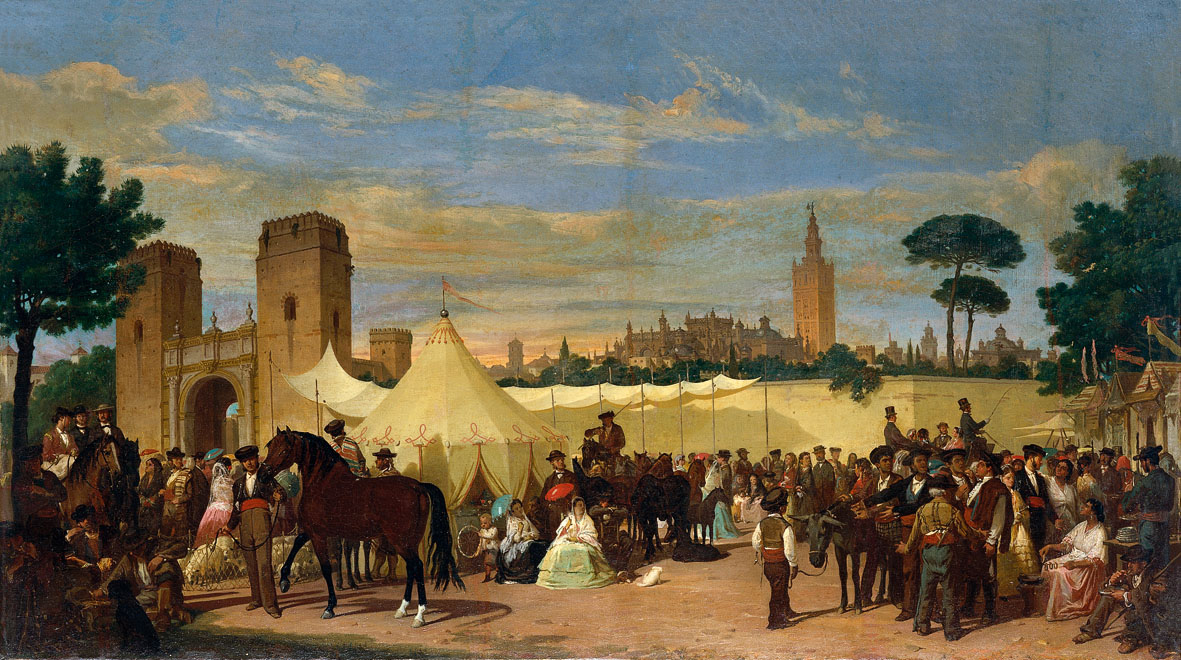
Puerta Nueva o de San Fernando